# Peripherie (Zeitschrift)
Peripherie ist eine 1980 gegründete akademische Zeitschrift, die mit gesellschaftskritischem Anspruch Probleme der Dritten Welt analysiert. Herausgeber ist der Verein Wissenschaftliche Vereinigung für Entwicklungstheorie und Entwicklungspolitik e. V. Die Zeitschrift erschien bis 2015 in dem sozialwissenschaftlichen Verlag Westfälisches Dampfboot. 2016 erfolgte der Wechsel zum Verlag Barbara Budrich. Die Auflage der dreimal jährlich (ein Doppel- und zwei Einzelhefte) erscheinenden Zeitschrift beträgt 800 Exemplare. Zu den Autoren zählen Sozial-, Politik- und Wirtschaftswissenschaftler aus verschiedenen Staaten, darunter Saskia Sassen, Elmar Altvater, Ulrich Brand, Walter Rodney und B.S. Chimni. Alle Beiträge werden vor der Veröffentlichung nach dem double-blind peer review-Verfahren durch Mitglieder des wissenschaftlichen Beirates der Zeitschrift und/oder externe Gutachter anonym begutachtet.
Die Zeitschrift ist eine Kooperationspartnerin des Internetportals Linksnet, wo einige Beiträge der Zeitschrift kostenfrei zugänglich gemacht werden. Seit dem Verlagswechsel im Jahr 2016 ist die Zeitschrift auch in einer Online-Ausgabe beim Verlag erhältlich. Die Ausgaben werden 24 Monate nach Erscheinen im Open Access veröffentlicht, Artikel aus aktuelleren Ausgaben sind kostenpflichtig.

## Trägerverein und Redaktion
Die Wissenschaftliche Vereinigung für Entwicklungstheorie und Entwicklungspolitik e. V. (WVEE) gibt die Zeitschrift Peripherie heraus. Nach eigenen Angaben ist das Ziel der Vereinigung, „den Diskussionsprozess zu Entwicklung und Unterentwicklung zu fördern. Ausgehend von unterschiedlichen fachlichen und regionalen Arbeitsschwerpunkten stellen die Mitglieder einen interdisziplinären Diskussionszusammenhang dar, dessen Forum die Zeitschrift PERIPHERIE ist“.
Einmal jährlich findet im Rahmen einer Redaktionskonferenz die Mitgliederversammlung statt, auf der die Redaktion gewählt wird. Alle Mitglieder der WVEE werden zu Redaktionskonferenzen eingeladen und außerdem regelmäßig über den Stand der Arbeit informiert. Die Redaktion arbeitet demokratisch im Kollektiv und wird durch einen Stamm ständiger Mitarbeiter ergänzt. Verantwortlicher Redakteur ist seit 2015 (Heft 138/139) Daniel Bendix von der Theologischen Hochschule Friedensau (bis 3/2019 Universität Kassel). Zuvor waren verantwortliche Redakteure: Wolfgang Hein vom Hamburger Leibniz-Institut für Globale und Regionale Studien (GIGA) (2011 bis 2015, Heft 122/123 - 137), Uwe Hoering (2009 bis 2011) und Olaf Kaltmeier von der Universität Bielefeld (bis 2009).